# Ludovico Romano

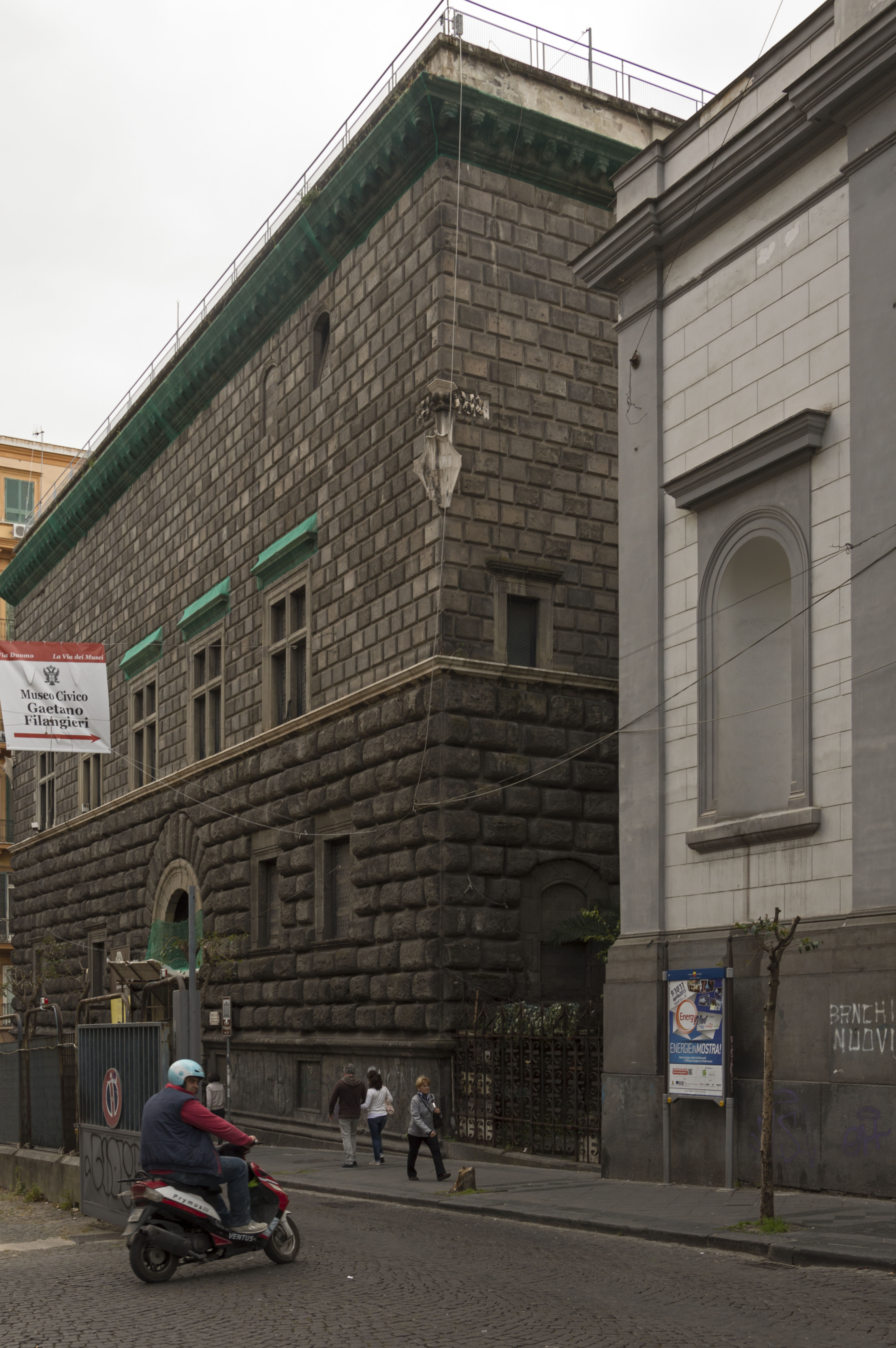
Palazzo Como in Neapel

Ludovico Romano (* 8. Mai 1853 in Pomigliano d’Arco; † 24. Dezember 1933 in Neapel) war ein italienischer Architekt. Bis 1923 war er Stadtarchitekt in Neapel.

## Leben und Werke
Ludovico Romano war am Neubau und der Ausstattung des Palazzo Como in Neapel, der später als Museo Civico Gaetano Filangieri di Satriano genutzt wurde, beteiligt. Für die Kirche San Lorenzo Maggiore schuf er einen Restaurationsentwurf, der allerdings nur teilweise umgesetzt wurde. Die Anlage des neuen Armenfriedhofs im Jahr 1888 geht auf Romano zurück; für den Friedhof in Poggioreale schuf er mehrere Grabstätten und -kapellen sowie das Grabdenkmal für Francesco De Sanctis. Ferner leitete Romano den Bau der Säle des Dankes an die unbekannten Toten und entwarf den Sockel zum Denkmal für Paolo Emilio Imbriani.
Das Germanische Nationalmuseum in Nürnberg besitzt einen Brief Romanos, der in deutscher Sprache verfasst ist.